# 罗默斯海姆
罗默斯海姆是德国莱茵兰-普法尔茨州的一个市镇。总面积16.97平方公里，总人口652人，其中男性319人，女性333人（2011年12月31日），人口密度38人/平方公里。